# Helius flavipes
Helius flavipes är en tvåvingeart som först beskrevs av Pierre Justin Marie Macquart 1855.
Helius flavipes ingår i släktet Helius och familjen småharkrankar. Inga underarter finns listade i Catalogue of Life.